# Marton Endre (filmrendező)
Andrew Marton, született Marton Endre (Budapest, 1904. január 26. – Santa Monica, Kalifornia,1992. január 7.) magyar származású amerikai rendező, akciórendező, producer, vágó.

## Élete
Már 1922-ben, nem sokkal az érettségi után a mélyvízbe került, amikor Deésy Alfréd kivitte magával Bécsbe. Az osztrák fővárosban a Sascha cég alkalmazottja volt, jobbára vágóként dolgozott, többek között az épp ott forgató Max Linderrel. Néhány hónap múlva felfigyelt rá Ernst Lubitsch, aki Hollywoodba csábította a tehetséges fiatalembert 1923-ban.
Az amerikai tapasztalatszerzés után visszatért Európába. 1927-ben már a Tobis cég fővágója Berlinben, majd immár az 1930-as évek legelején, Bécsben rendezőasszisztens és vágó, például Bolváry Géza és Székely István 1-1 filmjében.
Rendezőként angol színekben mutatkozott be 1929-ben. 1934-ben kalandvágya egy német expedícióval Tibetbe szólította. Ekkor készült filmje, A Himalája démona pályájának egyik emblematikus alkotása.
1935-ben Budapesten készítette egyetlen magyar filmjét. 1936-1939 között Londonban a Korda-produkció munkatársa volt.
A világháború kitörése után végleg az USA-ba költözött. Az 1940-es-1950-es években jobbára az MGM cég számára dolgozott. 1954-ben produkciós céget alapított Törzs Ivánnal, Louis Meyerrel és Benedek Lászlóval közösen.
Marton legfontosabb rendezései az egzotikum, a természet, a látványosság jegyében fogantak. Televíziós tevékenysége szintén jelentős, számos természetfilm és sorozat fűződik a nevéhez. Rendezői munkásságával legalábbis egyenrangú akciórendezői pályája.
Olyan látványos akciók, jelenet-rendezések fűződnek a nevéhez, mint a Ben-Hur fogatversenye vagy a Búcsú a fegyverektől csatajelenetei. Hollywood vezető rendezőivel dolgozott együtt, így Frank Caprával, George Cukorral, Fred Zinnemannnal, Joseph L. Mankiewicz-csel vagy éppen Mike Nicholsszal.

## Válogatott filmográfia

### Rendező
- Two O’clock in the Morning/Hajnali két óra, 1929, GB
- Der Demon des Himalaya/A Himalája démona, 1935, D
- Storm over Tibet/Vihar Tibet felett, 1951, USA
- The Longest Day/A leghosszabb nap, 1962, USA

### Akciórendező
- The Seventh Cross/A hetedik kereszt, 1944, USA, r/d: Fred Zinnemann
- Ben Hur, 1959, USA, r/d: William Wyler
- Cleopatra/Kleopátra, 1963, USA, r/d: Joseph L. Mankiewicz
- Catch-22/A 22-es csapdája, 1970, USA, r/d: Mike Nichols
- Kelly's Heroes/Kelly hősei, 1970, USA, r/d: Brian G. Hutton
- The Day of the Jackal/A sakál napja, 1973, USA, r/d: Fred Zinnemann

### Vágó
- Eternal Love/Örök szerelem, 1929, USA, r/d: Ernst Lubitsch
- Ein steinreicher Mann/Egy dúsgazdag ember, 1932, A, r/d: Székely István

## További információ
- Marton Endre a PORT.hu-n (magyarul)
- Marton Endre az Internetes Szinkronadatbázisban (magyarul)
- Marton Endre az Internet Movie Database-ben (angolul)
- Marton Endre a Rotten Tomatoeson (angolul)